# Jardín de plantas de Ruan
El Jardín de las Plantas de Ruan en francés: Jardin des Plantes de Rouen, también denominado como Jardin Botanique de la Ville de Rouen es un jardín botánico de propiedad municipal, de 10 hectáreas de extensión, que se encuentra en Ruan, Francia.
Este jardín botánico es miembro de la prestigiosa « Jardins botaniques de France et des pays francophones ».
El código de identificación del Jardin des Plantes de Rouen como miembro del "Botanic Gardens Conservation Internacional" (BGCI), así como las siglas de su herbario es ROUEN.
Su colección de fuchsias cuenta con 991 especies y variedades; esta colección ha obtenido la etiqueta de « Collection nationale » del Conservatoire des collections végétales spécialisées.
Por diversos edificios del jardín botánico está inscrito en el Inventario de « Monument Historique (France)» MH (1975 por el invernadero central y 1992) bajo la referencia PA00100921.

## Localización
Jardin des Plantes de Rouen 7 rue de Trianon Rouen Code INSEE 76540 département de Seine-Maritime, Haute-Normandie, France-Francia.
Planos y vistas satelitales.49°25′17″N 1°04′36″E / 49.42139, 1.07667
Está abierto a diario todo el año y la entrada es gratuita.

## Historia
El jardín botánico tiene como fecha de inicio de andadura en el 1691, año en el que Louis de Carel adquirió la tierra del bosque dentro del cual construyó un jardín y un pabellón rodeados de un muro.
En el año 1717 el banquero escocés John Law compró el jardín, y en 1741, después de varios otros dueños, fue abierta al público.
En 1806 Sophie Blanchard hizo una ascensión en globo en solitario desde la finca, en 1811 Napoleón compró el jardín para establecer el Sénatorie de la Seine-Inférieure, y en 1817 Elisa Garnerin se lanzó en el sitio en paracaídas desde un globo.
En 1820 el horticultor Crac Calvert erigió los invernaderos para dalias.
El municipio de Ruan compró el sitio en 1832 para su jardín botánico, con diseños de Désiré Lejeune y construcción de Guillaume Dubreuil, que en 1840 se abrió al público como el Jardin des Plantes.
En 2004 el jardín fue reconocido por la Asociación de Jardines botánicos de Francia y de los países francófonos.

## Colecciones
El jardín botánico alberga actualmente más de 5.600 taxones de plantas representando 600 especies, distribuidos como:

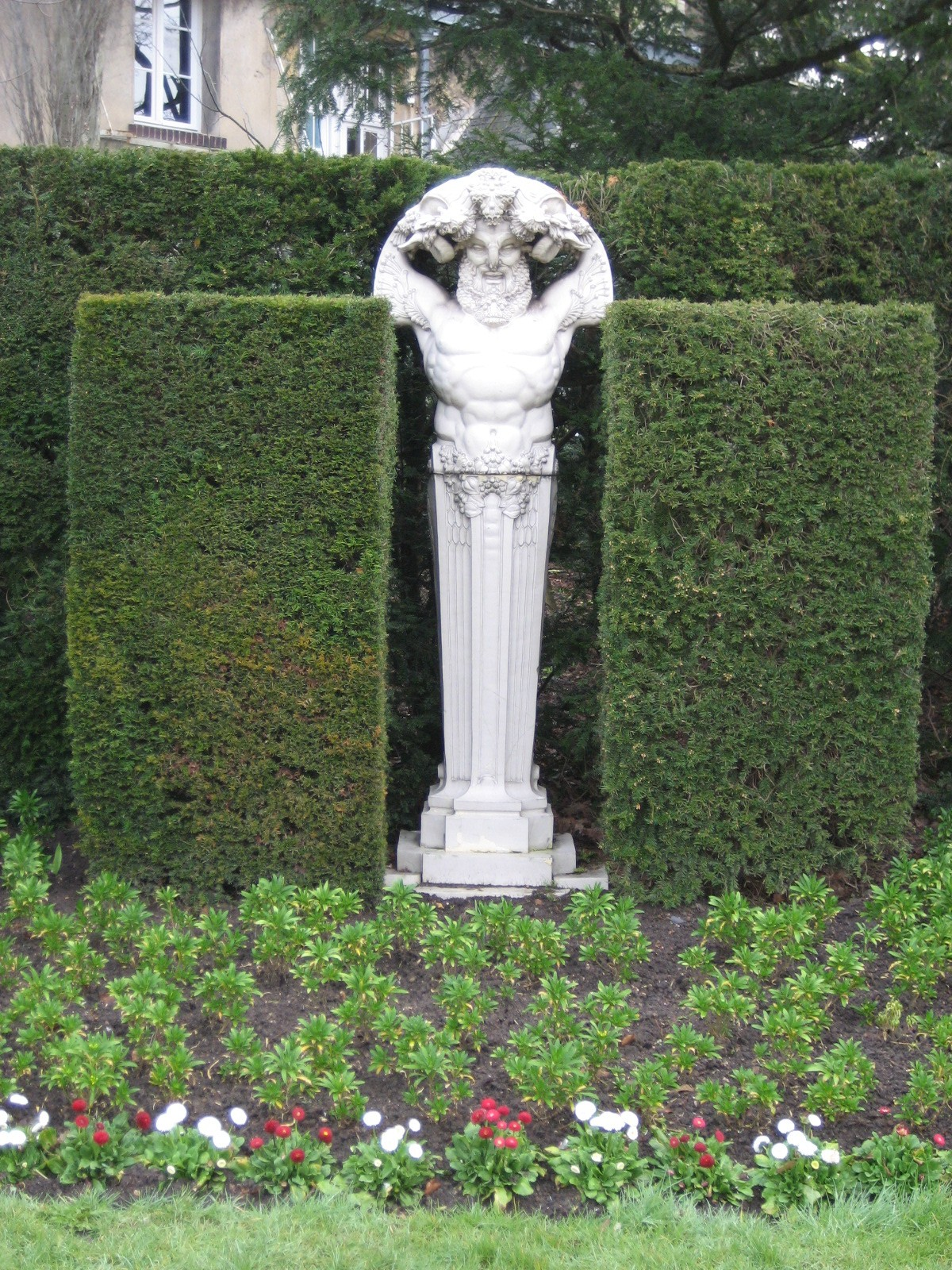
Estatua de Pan.

- Plantas medicinales y aromáticas con 60 especies.
- Rosaleda con 670 m²
- Colección de Iris y Hemerocallis con una extensión de 450 m².
- Colección de fuchsia con 991 variedades, gracias a la cual está categorizada como "Collection National" por el Conservatorio de colecciones vegetales especializadas.
- Rocalla de 1300 m²,
- Huerto, con frutales y verduras.
- Colección de plantas carnívoras
- Orangerie
- El invernadero central (1839-1842), y siete invernaderos adicionales (1883-1884) incluyendo un palmarium, e invernaderos tropicales (1936-1938).
- Herbario con 900 especímenes.

El jardín botánico también alberga estatuas del escritor local Eugène Noël (1816-1899), un a piedra con caracteres rúnicos procedente de Dinamarca depositada en el 1911, y un busto del dios Pan.